# Cynopterus luzoniensis
Cynopterus luzoniensis is een vleermuis uit het geslacht Cynopterus die voorkomt in de Filipijnen en op Celebes. Deze soort wordt meestal tot C. brachyotis gerekend, maar wordt sinds 1991 door verschillende auteurs als een aparte soort gezien. Exemplaren uit Palawan en omliggende eilanden vertegenwoordigen mogelijk toch C. brachyotis. Genetisch onderzoek geeft aan dat de situatie nog complexer is: binnen C. brachyotis op Borneo bestaan twee genetisch verschillende soorten, waarvan er één verwant is aan C. luzoniensis. De correcte indeling van de groep is vooralsnog onduidelijk.
De soort komt het meest voor in landbouwgebieden en het minst in primair regenwoud. Deze vleermuis is tot op 1600 m hoogte gevonden in de Filipijnen, waar hij tot nu toe gerapporteerd is op de eilanden Balabac, Barit, Basilan, Batan, Batu-bato, Biliran, Bohol, Bongao, Carabao, Boracay, Busuanga, Calauit, Caluya, Camiguin, Catanduanes, Cebu, Culion, Cuyo, Dalupiri, Dinagat, Fuga, Guimaras, Leyte, Luzon, Marinduque, Maripipi, Marsec, Masbate, Mindanao, Mindoro, Negros, Palawan, Panabulon, Panay, Polillo, Sabtang, Sanga-sanga, Semirara, Siargao, Sibay, Sibutu, Sibuyan, Simunol, Siquijor en Tablas. De totale lengte bedraagt 89 tot 107 mm, de staartlengte 3 tot 10 mm, de achtervoetlengte 15 tot 17 mm, de oorlengte 17 tot 20 mm en het gewicht 28 tot 45 g.